# Jackie Moggridge
Jackie Moggridge (1 de março de 1922 – 7 de janeiro de 2004) foi uma piloto pioneira e primeira capitão de uma companhia aérea feminina a pilotar passageiros em voos regulares.

## Vida
Nascida Dolores Theresa Sorour em Pretória, África do Sul, ela decidiu chamar-se Jackie em honra à sua heroína desportiva Jackie Rissik. Ela aprendeu a voar e conseguiu a sua licença 'A', começando a voar com apenas 15 anos. Aos 17 anos ela se tornou a primeira mulher a fazer um salto de pára-quedas na África do Sul. Ela mudou-se para o Reino Unido em 1938 com a intenção de obter sua licença de voo 'B' com o Aeronautical College, Witney, Oxford. Como muitas mulheres interessadas em voar para o esforço de guerra, ela se juntou à Women's Auxiliary Air Force até que ela pudesse se juntar ao Transporte Aéreo Auxiliar. Inicialmente ela estava baseada em Rye numa estação de radar. Ela foi recrutada para a ATA pela comandante das mulheres, Pauline Gower, em julho de 1940. Moggridge era a mais jovem das mulheres na época. Ela voou mais de 1.500 aeronaves e 83 tipos diferentes.
Tal como todas as mulheres da companhia, ela deixou de voar quando a ATA fechou. Moggridge então casou-se com um tenente-coronel do exército e engenheiro, Reginald Moggridge, em Taunton, Devon, em 1945, com quem teve duas filhas. Ela estava envolvida com as sociedades locais dramáticas amadoras, mas ainda queria voar. Ela juntou-se à RAF Volunteer Reserve, com a qual ela se classificou para obter as suas asas RAF em 1953. Um resultado do seu envolvimento nos tanto no activo como na reserva, Moggridge foi entrevistada em 1950 por Richard Dimbleby para seu programa de rádio Down Your Way. Moggridge também ganhou a sua licença de piloto comercial nos anos 50. Ela trabalhou transportando Spitfires de Cypress para Rangum, para a Força Aérea Indiana e para a Birmânia. Depois de estes trabalhos terminaram, Moggridge procurou mais oportunidades de voo. Em 1957, a LEC Refrigeration fazia versões de demonstração dos seus frigoríficos no exterior para os potenciais clientes verem. Moggridge conseguiu o emprego de co-piloto e lançou-se numa viagem de 15.000 milhas voando os frigoríficos para a África do Sul. Em seguida, a Channel Airways procurava um piloto para a sua operação no aeroporto de Southend. Moggridge candidatou-se, mas esqueceu-se de mencionar que ela era uma mulher. Ela conseguiu a entrevista e conseguiu, usando o seu impressionante histórico de voo, o emprego. Ela trabalhou horas extras nas rotas de Isle of Wight, Jersey e Guernsey.

## Cinco primeiras
Jean Bird, Benedetta Willis, Jackie Moggridge, Freydis Leaf e Joan Hughes foram as primeiras cinco mulheres a ganhar as asas. A próxima.Julie Ann Gibson, só viria a receber as asas em 1991.